# Симфония № 2 (Брамс)
Симфония № 2 ре мажор op. 73 — произведение Иоганнеса Брамса, написанное в 1877 году. Примерная продолжительность звучания 42-45 минут.

## История создания
Брамс начал работу над симфонией в летние месяцы в австрийском курортном городе Пёртшахе. В сентябре-октябре он продолжил работать в немецком Лихтентале (ныне пригород Баден-Бадена) и к концу ноября завершил произведение.

## Структура
1. I. Allegro non troppo (ре мажор)
2. II. Adagio non troppo (си мажор)
3. III. Allegretto grazioso (соль мажор)
4. IV. Allegro con spirito (ре мажор)

## Премьера
В декабре 1877 года Брамс вместе с Игнацем Брюлем играл переложение симфонии для фортепиано в четыре руки в Вене в приватном музыкальном салоне Фридриха Эрбара.
Первое исполнение полной оркестровой версии состоялось 30 декабря 1877 года в Венском музыкальном обществе, дирижировал Ганс Рихтер. Близкий к Брамсу музыкальный критик Эдуард Ганслик откликнулся восторженным отзывом, отмечая, что симфония «от начала и до конца полна новых мыслей» и представляет собой наилучшее свидетельство плодотворности и жизнеспособности чистой инструментальной музыки, опровергая идеи Рихарда Вагнера.

## Характеристика музыки
Сам Брамс 22 ноября 1877 года писал своему издателю и другу Фрицу Зимроку:
|  | Новая симфония настолько меланхолична, что Вы не выдержите. Я никогда не сочинял ничего столь трагического и нежного, партитуру следовало бы печатать в траурной рамке. |

При том, что эту характеристику принято считать некоторым преувеличением, отмечается, что состав группы духовых, в которую (в отличие от других симфоний Брамса) включены три валторны и туба, вносит определённый вклад в сумрачный колорит произведения.
Филипп Шпитта указывал, что Вторая симфония Брамса растёт из того же корня, что Первая, однако вырастает в её противоположность, и эти два произведения нужно рассматривать вместе, чтобы их понять.